# Rhynchospora patuligluma
Rhynchospora patuligluma är en halvgräsart som beskrevs av Charles Baron Clarke och Carl Lindman. Rhynchospora patuligluma ingår i släktet småag, och familjen halvgräs. Inga underarter finns listade i Catalogue of Life.